# ユーリー・トカチェンコ
ユーリー・ミハイロヴィチ・トカチェンコ（ロシア語: Юрий Михайлович Ткаченко, ラテン文字転写例:Yury Mikhailovich Tkachenko, 1964年7月17日 - ）は、ソビエト連邦出身の指揮者。
キロヴォグラード出身。グネーシン音楽学校でボリス・デムチェンコに指揮法を師事した後、イリヤ・ムーシンの下で研鑽を積んだ。1995年からチャイコフスキー交響楽団でウラジーミル・フェドセーエフの助手として経験を積み、1997年からロシア国内外のオーケストラに客演するようになった。2007年から2011年までロストフ・アカデミー交響楽団の芸術監督兼首席指揮者を務めた。

## 註
1. ↑  “Кто родился в июле 1964 года?”. 2018年12月4日時点のオリジナルよりアーカイブ。2018年12月4日閲覧。
2. ↑  アーカイブ 2018年12月3日 - ウェイバックマシン
3. ↑  ユーリー・トカチェンコ - IMDb（英語）
4. ↑  “Ткаченко Юрий Михайлович: «В детстве меня называли местным Робертино Лоретти» Выдающийся российский дирижер раскрывает тайны и хитрости своей профессии”. 2018年12月4日時点のオリジナルよりアーカイブ。2018年12月4日閲覧。
5. ↑  “「第46回 くらしき作陽大学管弦楽団定期演奏会」強化練習にユーリー・トカチェンコ氏（指揮）が合流。”. 2018年12月4日時点のオリジナルよりアーカイブ。2018年12月4日閲覧。

| スタブアイコン | サブスタブ | この項目は、まだ閲覧者の調べものの参照としては役立たない、人物に関連した書きかけの項目です。この項目を加筆・訂正などしてくださる協力者を求めています（P:人物伝/PJ:人物伝）。 |